# Slaveni
Poimenovanje s korenom *slovan- uporabljajo poleg Slovencev med vsemi, več kot petdesetimi evropskimi jeziki, samo štirje narodi: Poljaki (Słowianie), Čehi (Slovane), Slovaki (Slovania) in Ukrajinci (Слов'яни). Noben od »južnoslovanskih« narodov (Srbi, Hrvati, Bosanci, Črnogorci, Makedonci) niti Bolgari, niti Belorusi, niti Rusi – pa ne poznajo korena *slovan-. 
Prevajanje današnjih angleških Slavs, nemških Slawen, španskih Eslavos, francoskih Slaves, italijanskih Slavi, hrvaških Slaveni, ruskih Славяне, celo srbskih in črnogorskih Sloveni ter makedonskih Slovenite je v slovenskem jeziku zdaj možno edino s Slovani, kar seveda ni ustrezno.
Še bolj nerodno je prevajanje srednjeveških Sklavenov, ko niti pisci današnjih razprav ne vedo, ali so mislili Slověne ali Slovane. Vemo samo to, da Slovanov ne pozna noben zgodovinski vir, dokler si jih v 19. stoletju ni izmislil češki slavist in jezuit Josef Dobrovský, pa tudi, da se razen prebivalcev Sklauinij in Sklauonij nobeno današnje ljudstvo ni predstavljalo za Sklavene. Do zavajanja je prišlo že s sodobnim poimenovanjem Jordanesovih Sclavenov, Antov in Venetov ter Prokopijevih Sklavenov za Slovane, čeprav te povezave in tega imena ni mogoče najti v nobenem zapisu iz njunega časa.
Da je zmešnjava še večja, tudi slovenski jezikoslovci niso dosledni pri uporabi pojma Slovani (s korenom *slovan-), kot priča Toporišičev Slovenski pravopis iz leta 2001, ki navaja kar nekaj besed s korenom *slavi- : slavistika, slavist, slavistka, slavističen -čna, Slavistično društvo Slovenije; pa tudi slavizacija (npr. neslovanskega prebivalstva), slavizem (npr. v madžarščini), slavizirati (npr. delati kaj slovansko).

## Nastanek imena
Dejstvo, da je pojem Sklaveni (Σκλαυηνοί) nastal iz imena *Slověninъ (Словѣнинъ), plural *Slověne (Словѣне), potrjujejo zdaj že tako številni in verodostojni viri, da bo to težko ovreči. Ostaja pa v vseh do zdaj znanih virih popolna zmeda, kako je do tega imena prišlo.

## Akanje
Slovenska narečna posebnost je še danes živo akanje. Kaj pravi o akanju Slovenski pravopis 2001: ákati –am nedov. -ajóč, -áje; ákanje (á; â) jezikosl. |izgovarjati glas a namesto o ali e|. Podobno tudi Toporišič v Enciklopediji slovenskega jezika, 1992: ákanje –a s Izgovarjanje glasu a namesto pričakovanega o ali e, npr. damú namesto 'domov', na vém, namesto 'ne vem' in podobno. Slovensko akanje, ki ga je mogoče tudi poslušati, lahko najdete v arhivu slovenske televizije, če poiščete trojček oddaj SLOVENSKA NAREČJA in izberete Dolenjsko. V drugem delu oddaje domačinka dr. Vera Smole s Filozofske fakultete  Univerze v Ljubljani navaja vrsto primerov akanja iz okolice Šentruperta, ki sodi v vzhodno dolenjsko narečje: dabruta (dobrota), uada (voda), adružet (odružiti), vina natač (vina natoči), sasäda (soseda), radavitna dalina (rodovitna dolina ) in podobno.
Akanje je doma tudi na drugem koncu Slovenije. V tolminskem narečju je jávor
jáuar, jágoda je jágada, potok je patak, patuóka, želod je želad, ž'luóda in podobno. To pomeni, da je (bilo) akanje Slovén > Slavén med Slověni običajna stvar, ki so jo zabeležili takrat, ko so, tako kot so.

### Poimenovanje
Akanje pa je tako tudi najverjetnejši vzrok za zapise poimenovanja ljudstev, ki so se imeli za Slověne. Najbolj splošno znana in priznana zapisovalca tega imena sta bizantinski učenjak Prokopius iz Cezareje (okrog 500 do okrog 554 n. š.), glavni in zadnji vodilni zgodovinar antičnega časa, in rimski uradnik po poreklu Alan, Jordanes iz Mezije (živel v 6. stol.). Prokopij je poročal v grščini o Slavenih (Σκλαυηνοί  Sklauenoi, Σκλάβήνοι  Sklábēnoi, Σθλαβηνοί  Sthlabenoi in podobno), Jordanes pa je leta 551 v svoji Getiki (O izvoru in dejanjih Gotov) pisal v stari latinščini o Sclavenih (Sclauenih) in Antih.  Ko sta potovala med Slověni po jugovzhodni Evropi od Črnega morja do Balkanskega polotoka, kjer sta naletela na skupine slověnskih plemen, sta jih namreč poimenovala Sklaveni oziroma Sclaveni. Tako, kot sta jih zaradi akanja tudi sama slišala.
Namesto prvega zloga *slo- za Slověne sta zaradi  izgovorjave imena v grščini oz. v latinščini zapisala zloga *skla- oz. *scla. V starem grškem jeziku par soglasnikov *sl namreč ni bil izgovorljiv, zato so v takem primeru za lažjo izgovorjavo mednju vrinili znak *k in dobili Sklavene. Jordanes, ki  je pisal v latinščini, kjer so znak *k (kappa) uvedli šele v novem veku, je vrinil latinski znak *c in zapisal  Sclavene. Po tem latinskem načinu zapisa sta nastali tudi Sclavonia in Sclavinia ter več podobnih poimenovanj izvedenih iz Prokopijevih Sklavenov in Jordanesovih Sclavenov. Po šestem stoletju so se pri grških in latinskih zapisovalcih začele uveljavljati tudi krajše oblike teh poimenovanj: sklavos in sclavus. Sledilo je še postopno opuščanje vmesnega *k, oziroma *c, in dobili smo današnje Slavene, Slavone in Slave s sopomenkami v različnih svetovnih jezikih, vendar vedno s prvim zlogom *sla-.

### Rusko akanje
Že pred leti se je pojavila tudi podmena, da je oblika Slaveni nastala zaradi ruskega akanja. Toda Prokopij in Jordanes sta zapisala svoje Slavene tako kot sta jih slišala govoriti v šestem stoletju, Rusi pa so se kot Ruotsi (Švedi po finsko) ali kot Varjagi pojavili med Ilmenskimi Slověni (и́льменские словене) v naselju Slovensk ob izlivu reke Volhov iz Ilmenskega jezera šele v drugi polovici devetega stoletja. Skupaj s Slověni so potem zgradili bolj utrjeni Novogrod (današnji Veliki Novgorod), ki ga niti Prokopij, niti Jordanes nista mogla več videti, saj sta bila že tristo let pod rušo. Rusi pa so se tudi od Ilmenskih Slověnov lahko navadili akanja, saj so podobno kot Bolgari prevzeli od slověnskih staroselcev številne besede iz lingue france (lingue slavonice). Stara cerkvena slavonščina (slovenščina) je bila temeljno ogrodje obeh novih jezikov.
Prvi primeri mešanja črk o in a v ruščini pri pisanju nepoudarjenih zlogov so bili zabeleženi v spomenikih moskovskega izvora. Prvič v Sijskom evangeliju, prepisanem v Moskvi leta 1340: "кака ты глаголеши, отъ Господа бысть се и есть дивна в очью нашею…" ("kaka ti glagoleši, ot Gospoda bist se i jest divna v očju našeju...").
V zgodnjem srednjem veku sta bila edina knjižna jezika, ki sta v Evropi kaj veljala, grščina in še zlasti latinščina. Upoštevaje številne navedene vire od pravopisa in leksikona do enciklopedije in wikipedij velikih narodov, čeprav nihče ne navede akanja kot vzroka za Slavene, je najbolj sprejemljiva podmena prav o slovenskem akanju, se pravi, da sta zgodovinska pisca slišala enako, za njima pa tudi vrsta drugih zapisovalcev, pa naj so slišali sami, ali pa povzeli po Prokopiju in Jordanesu.